# حوزه قضایی

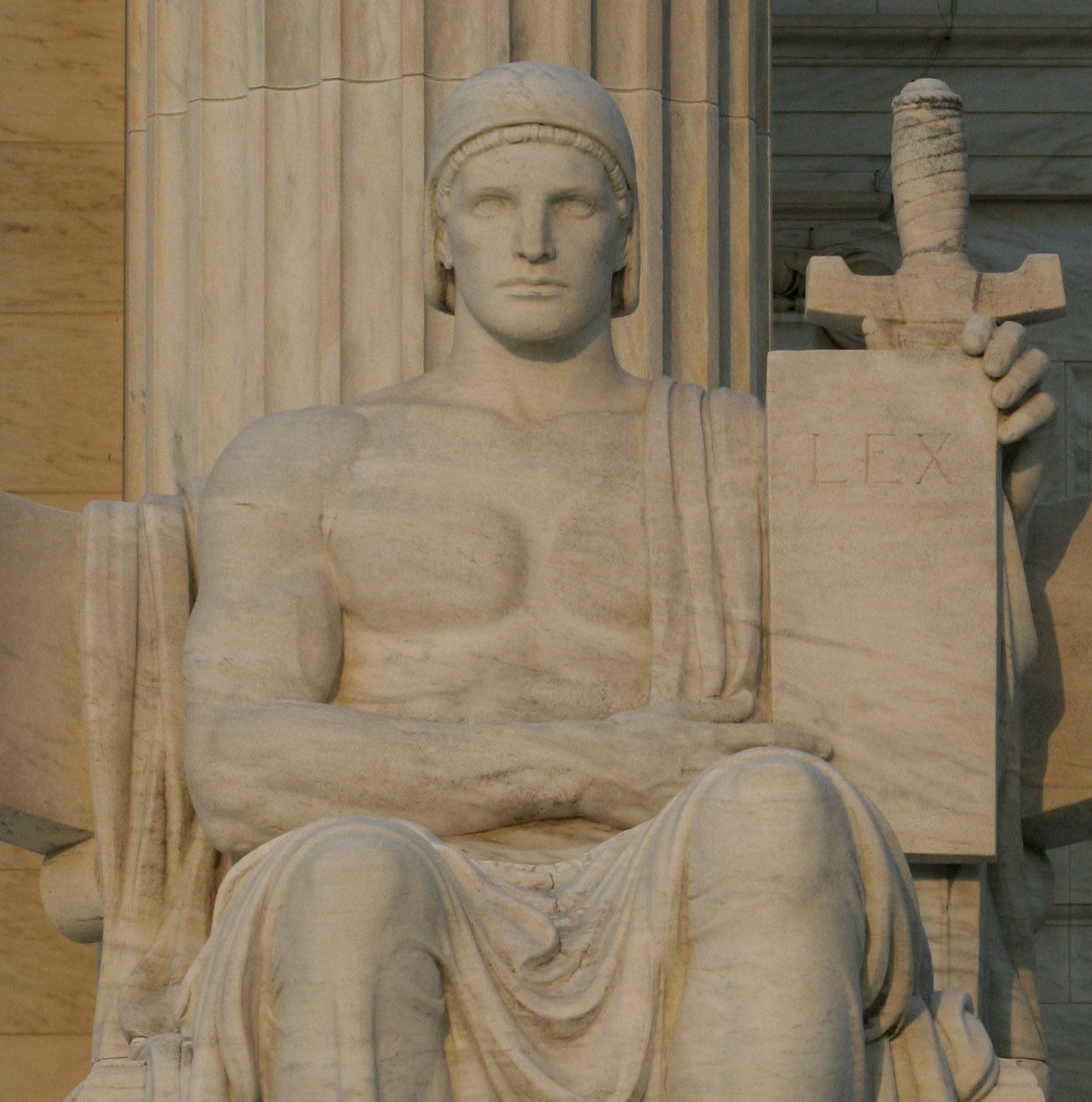
یک لوح سنگی منفرد با حکاکی "LEX" در سمت راست پله‌های ورودی ساختمان دیوان عالی ایالات متحده، به یاد جیمز ارل فریزر، مرجع حقوقی، نصب شده است

حوزهٔ قضایی (به انگلیسی: Jurisdiction) یا قلمرو دادرسی در اصطلاح حقوقی به محدوده‌ای گفته می‌شود که یک مرجع قضایی یا دادگاه، صلاحیت عام در رسیدگی به دعاوی در آن دارد. ممکن است یک حوزهٔ قضایی دارای چندین شعبه یا مجتمع باشد. قلمرو دادرسی دارای یک رئیس است.

## تعاریف

### در آیین دادرسی مدنی ایران
تا سال ۱۳۹۱، قوانین با رویهٔ سازمانهای قضایی ایران، سازگار نبوده‌است. تعریف قانون آیین دادرسی دادگاه‌های عمومی و انقلاب در امور مدنی نیز نادرست است.
در این قانون، چنین از حوزهٔ قضایی تعریفی مختصر شده‌است:
حوزهٔ قضایی عبارت است از قلمرو یک بخش یا شهرستان که دادگاه در آن واقع است.
ایرادات تعریف یاد شده:
- یادکرد واژه‌های شهر و بخش این را در پندار هویدا می‌سازد که حوزهٔ قضایی در بر گیرندهٔ استان نیست. این در حالی است که حوزهٔ قضایی، منحصر در قلمرو شهر یا بخش نیست. مثال نقض این تعریف آن است که حوزهٔ قضایی دادگاه پژوهشی استان، همهٔ محدودهٔ استان است که فراتر از قلمرو شهر می‌باشد.